# Eugen Hultzsch
Eugen Hultzsch, född den 29 mars 1857 i Dresden, död den 16 januari 1927 i Halle, var en tysk sanskritist, son till Theodor Hultzsch.
Hultzsch var privatdocent i Wien 1882-1886, fick sedan anställning i Indien och samlade på en sex månaders resa i norra Indien 1884-1885 handskrifter och inskrifter i stor myckenhet samt var 1886-1903 anställd som officiell epigrafiker ("government epigraphist") för "Madras presidency". År 1903 kallades kan till Pischels efterträdare som ordinarie professor i sanskrit i Halle. Hultzsch utgav "Epigraphia Indica", M III-VIII (1894-1906).